# Danh sách sân bay tại Mali
Dưới đây là danh sách sân bay tại Mali, được sắp xếp theo vị trí.

## Sân bay
Tên in đậm cho biết sân bay có các chuyến bay thương mại theo lịch.
| Thành phố phục vụ | ICAO | IATA | Tên sân bay           |
| ----------------- | ---- | ---- | --------------------- |
| Ansongo           | GAAO |      | Sân bay Ansongo       |
| Bafoulabé         | GABF |      | Sân bay Bafoulabé     |
| Bamako            | GABS | BKO  | Sân bay quốc tế Senou |
| Bandiagara        | GABD |      | Sân bay Bandiagara    |
| Bougouni          | GABG |      | Sân bay Bougouni      |
| Bourem            | GABR |      | Sân bay Bourem        |
| Douentza          | GADZ |      | Sân bay Douentza      |
| Goundam           | GAGM | GUD  | Sân bay Goundam       |
| Gao               | GAGO | GAQ  | Sân bay quốc tế Gao   |
| Kayes             | GAKY | KYS  | Sân bay Kayes         |
| Kenieba           | GAKA | KNZ  | Sân bay Kenieba       |
| Kidal             | GAKL |      | Sân bay Kidal         |
| Kita              | GAKT |      | Sân bay Kita          |
| Kolokani          | GAKN |      | Sân bay Kolokani      |
| Koutiala          | GAKO | KTX  | Sân bay Koutiala      |
| Manantali         |      |      | Sân bay Bengassi      |
| Markala           | GAMA |      | Sân bay Markala       |
| Ménaka            | GAMK |      | Sân bay Ménaka        |
| Mopti             | GAMB | MZI  | Sân bay Mopti         |
| Nara              | GANK | NRM  | Sân bay Keibane       |
| Niafunké          | GANF |      | Sân bay Niafunké      |
| Nioro du Sahel    | GANR | NIX  | Sân bay Nioro         |
| Sikasso           | GASK | KSS  | Sân bay Sikasso       |
| Tessalit          | GATS |      | Sân bay Tessalit      |
| Timbuktu          | GATB | TOM  | Sân bay Timbuktu      |
| Yélimané          | GAYE | EYL  | Sân bay Yélimané      |